# Wynohradne (obwód winnicki)
Wynohradne (ukr. Виноградне) – wieś na Ukrainie, w obwodzie winnickim, w rejonie mohylowskim, w hromadzie Kuryłowce Murowane. W 2001 liczyła 654 mieszkańców
Do lat 60. XX wieku roku miejscowość nosiła nazwę Skazynci (ukr. Сказинці).